# Sally Bigham
Sally Bigham (ur. 11 kwietnia 1978) – brytyjska kolarka górska, dwukrotna wicemistrzyni świata oraz czterokrotna wicemistrzyni Europy w maratonie.

## Kariera
Pierwszy sukces w karierze Sally Bigham osiągnęła w 2011 roku, kiedy zdobyła srebrny medal w maratonie podczas mistrzostw Europy w Dohňanach. W zawodach tych lepsza była tylko Finka Pia Sundstedt, a trzecie miejsce zajęła Włoszka Elena Giacomuzzi. Wynik ten Bigham powtórzyła w dwóch kolejnych latach, ustępując kolejno Sundstedt w 2012 roku i Esther Süss ze Szwajcarii w 2013 roku. Ponadto w 2013 roku wystąpiła również na mistrzostwach świata w maratonie MTB w Kirchbergu, gdzie zajęła drugie miejsce za Norweżką Gunn-Ritą Dahle Flesją, a przed Esther Süss. Nie osiągnęła sukcesów w Pucharze Świata. Nigdy nie brała udziału w igrzyskach olimpijskich. 